# Українські народні казки (зібрання М. А. Зінчука)

Обкладинка книги «Українські народні казки. Казки Буковини (том 9)», видавництво «Богдан», 2006 рік

Українські народні казки — багатотомне видання українських народних казок, упорядковане Миколою Антоновичем Зінчуком.
У 2003 у Львові (видавництво «Світ») вийшов перший том багатотомника «Українські народні казки» у 40 книгах. На початках М. А. Зінчук планував видати 24-томник «Українських народних казок», який би охоплював казковий матеріал західних теренів України, проте в подальшому він вирішив розширити масштаби своєї роботи за рахунок низки центральних та східних областей України і збільшити 24-томник до сорока томів. У різних місцевостях України ідеї Зінчука сприймались по-різному — від гарячої підтримки до ігнорування. Матеріали Чернігівщини, Наддніпрянщини, Полтавщини, Кіровоградщини та Поділля знайшли своє місце у відповідних томах видання.
Збірка «Українські народні казки» у 40 томах складається з наступних томів:
- 1 том. Казки Гуцульщини. Львів: Світ, 2003. — 384 с.
- 2 том. Казки Гуцульщини. Львів: Світ, 2004. — 312 с.
- 3 том. Казки Гуцульщини. Львів: Світ, 2008. — 328 с.
- 4 том. Казки Гуцульщини. Тернопіль: Богдан, 2006. — 456 с.
- 5 том. Казки Гуцульщини. Тернопіль: Богдан, 2006. — 464 с.
- 6 том. Казки Гуцульщини. Снятин: ПрутПринт, 2008. — 428 с.
- 7 том. Казки Гуцульщини. Київ: Просвіта, 2009.  (2-е вид., Чернівці: Букрек, 2017)— 440 с.
- 8 том. Казки Гуцульщини. Чернівці: Прут, 2006. — 424 с.
- 9 том. Казки Буковини. Тернопіль: Богдан, 2006. — 456 с.
- 10 том. Казки Буковини. Тернопіль: Богдан, 2006. — 496 с.
- 11 том. Казки Буковини. Чернівці: Прут, 2009. — 508 с.
- 12 том. Казки Покуття. Тернопіль: Богдан, 2005. — 416 с.
- 13 том. Казки Покуття. Тернопіль: Богдан, 2005. — 512 с.
- 14 том. Казки Бойківщини. Тернопіль: Богдан, 2006. — 496 с.
- 15 том. Казки Бойківщини. Тернопіль: Богдан, 2006. — 440 с.
- 16 том. Казки Бойківщини. Чернівці: Букрек, 2012. — 488 с.
- 17 том. Казки Бойківщини. Чернівці: Букрек, 2015. — 472 с.
- 18 том. Казки Закарпаття. Тернопіль: Богдан, 2007. — 424 с.
- 19 том. Казки Закарпаття. Чернівці: Прут, 2009. — 376 с.
- 20 том. Казки Закарпаття. Чернівці: Прут, 2007. — 384 с.
- 21 том. Казки Закарпаття. Чернівці: Прут, 2008. — 432 с.
- 22 том. Казки Закарпаття. Чернівці: Прут, 2008. — 384 с.
- 23 том. Казки Закарпаття. Чернівці: Букрек, 2009. — 456 с.
- 24 том. Казки Галичини. Чернівці: Букрек, 2009. — 500 с.
- 25 том. Казки Галичини. Чернівці: Букрек, 2014. — 372 с.
- 26 том. Казки Волині. Чернівці: Наші книги, 2009. — 432 с
- 27 том. Казки Поділля. Чернівці: Наші книги, 2009. — 376 с
- 28 том. Казки Поділля. Чернівці: Наші книги, 2019. — 424 с
- 29 том. Казки Поділля. Чернівці: Букрек, 2013. — 368 с.
- 30 том. Казки Поділля. Чернівці: Букрек, 2010. — 424 с.
- 31 том. Казки Поділля. Чернівці: Букрек, 2016. — 400 с.
- 32 том. Казки Наддніпрянщини. Чернівці: Букрек, 2015. — 364 с.
- 33 том. Казки Наддніпрянщини. Вижниця: Черемош, 2009. — 424 с.
- 34 том. Казки Наддніпрянщини. Вижниця: Черемош, 2011. — 479 с.
- 35 том. Казки Наддніпрянщини. Чернівці: Букрек, 2011. — 520 с.
- 36 том. Казки степової Кіровоградщини. Чернівці: Букрек, 2011. — 504 с.
- 37 том. Казки Полтавщини. Чернівці: Прут, 2010. — 376 с.
- 38 том. Казки Полтавщини. Чернівці: Прут, 2010. — 440 с.
- 39 том. Казки Чернігівщини. Чернівці: Букрек, 2012. — 452 с.
- 40 том. Казки Чернігівщини. Чернівці: Букрек, 2012. — 504 с.

Зібрана, упорядкована та літературно опрацьована М. А. Зінчуком збірка «Українські народні казки» у 40 томах за своїм обсягом, культурною та науковою цінністю не має аналогів у світовій культурі. На думку завідувача відділом фольклористики ІМФЕ ім. М. Т. Рильського НАН України доктора філологічних наук М. К. Дмитренка збірка є «унікальним явищем не лише в українській, а й у світовій фольклористиці, визначним внеском у вітчизняну науку й культуру»[2].